# Cheslyn Hay
Cheslyn Hay est un village et une paroisse civile du Staffordshire, en Angleterre.